# Wenzel Joseph zu Leiningen-Heidesheim
Wenzel Joseph Graf zu Leiningen-Heidesheim (seit 1803 Leiningen-Neudenau) (* 27. September 1738 in Ehrenbreitstein; † 15. Januar 1825) war von 1787 bis 1806 ein Graf des Heiligen Römischen Reichs mit Sitz und Stimme im Wetterauer Grafenverein der weltlichen Bank beim Reichsfürstenrat. Von 1806 bis 1825 war er badischer Standesherr und seit 1819 auch Mitglied in der Ersten Kammer der Badischen Ständeversammlung.

## Vorgeschichte
Wenzel Joseph gehörte der Hardenburger (auch Dagsburger) Linie des Hauses Leiningen an. Er war der jüngere Bruder des Grafen Wilhelm Carl zu Leiningen-Guntersblum.
Sein Urgroßvater, der aus diesem Familienzweig entstammende Graf Johann Ludwig von Leiningen-Falkenburg (1643–1687) lebte bzw. regierte in Guntersblum bei Worms. Dieser hatte aus einer ersten, inoffiziellen Verbindung mit Amalie Sybille von Daun (Tochter des Wilhelm Wirich von Daun-Falkenstein), einen unehelichen Sohn (* 1673) mit gleichem Namen wie er selbst, welcher von der regulären Erbfolge ausgeschlossen war.
Graf Johann Ludwig von Leiningen-Falkenburg verließ seine Lebensgefährtin Amalie Sybille von Daun – mit der er nach eigenen Angaben in einer „Gewissensehe“ gelebt hatte – und verheiratete sich 1678 mit Sophia Sibylla Gräfin von Leiningen-Westerburg-Oberbronn. Die aus dieser nunmehr offiziellen Verbindung hervorgehenden Nachkommen wurden in der Linie Leiningen-Falkenburg erbberechtigt, erloschen jedoch 1774 im Mannesstamm, nachdem sie sich zuvor in die beiden Unterlinien Leiningen-Falkenburg-Guntersblum und Leiningen-Falkenburg-Heidesheim aufgeteilt hatten. Aus dem letzteren erloschenen Zweig (Falkenburg-Heidesheim) entstammte Maria Luise Albertine zu Leiningen-Dagsburg-Falkenburg (1729–1818), die Großmutter König Ludwig I. von Bayern. Beim Erlöschen des Mannesstammes der Linie Leiningen-Falkenburg zogen die Verwandten aus der Linie Leiningen-Dagsburg-Hardenburg (1779 gefürstet) alle Besitzungen von Leiningen-Falkenburg an sich.
Der uneheliche Sohn des Grafen Johann Ludwig von Leiningen-Falkenburg, der den gleichen Namen wie der Vater trug, hatte sich mit Ernestina, Gräfin von Velen und Meggen verheiratet. Deren Sohn Johann Franz (1698–1745) heiratete Charlotte Gräfin von Walderode-Eckhausen (verwitwete Gräfin von Formentini). Sie sind die Eltern von Wenzel Joseph zu Leiningen-Heidesheim.
Er und sein Bruder Wilhelm Carl verklagten ihre Verwandten, die Fürsten zu Leiningen-Dagsburg-Hardenburg, beim Reichshofrat auf Herausgabe des 1774 eingezogenen Besitzes ihres Urgroßvaters bzw. reklamierten ihre Rechte auf Sukzession in ihrem leiningen-falkenburgischen Familienstamm, von der sie bisher wegen der unehelichen Geburt ihres Großvaters ausgeschlossen waren.
Durch die Entscheidungen des Reichshofrates vom 15. Februar 1782, vom 4. Februar 1783 und vom 19. August 1784 wurden ihre Ansprüche als berechtigt anerkannt. Hierauf kam es schließlich zwischen ihnen und Fürst Carl Friedrich Wilhelm zu Leiningen-Dagsburg-Hardenburg am 17. Januar 1787 zu einem Vergleich, durch den sie zu Souveränen der beiden leiningen-falkenburgischen Ämter Guntersblum und Heidesheim, mit den dort existierenden Schlössern der ausgestorbenen Linie erklärt wurden. Den Rest des eingezogenen leiningen-falkenburgischen Besitzes verblieb bei den Fürsten zu Leiningen-Dagsburg-Hardenburg.
So entstanden als Fortsetzung des bisher als erloschen gegoltenen Familienstammes Leiningen-Falkenburg die beiden eigenständigen Grafenhäuser Leiningen-Guntersblum unter Wilhelm Carl und Leiningen-Heidesheim unter dessen Bruder Wenzel Joseph.

## Leben
Wenzel Joseph zu Leiningen-Heidesheim erhielt infolge der geschilderten Umstände 1787 aus dem Besitz seiner Vorfahren das ehemals leiningen-falkenburgische Amt Heidesheim zurück und errichtete hier seinen eigenen gräflichen Staat Leiningen-Heidesheim. In den Jahren davor war er Geheimrat von Kurtrier, Vizeobermarschall und Oberamtmann in Montabaur sowie Major des Schwäbischen Reichskreises und für das Hochstift Augsburg Pfleger in Buchloe. Nach seinem Regierungsantritt 1787 residierte er auf Schloss Heidesheim. Schließlich musste er vor den einfallenden Franzosen fliehen. Im Reichsdeputationshauptschluss erhielt der Graf als Ausgleich für sein 1801 an die Französische Republik gefallenes, linksrheinisches Territorium Heidesheim eine rechtsrheinische Entschädigung durch Übertragung der säkularisierten Kurmainzer Kellerei Neudenau und Gewährung einer Rente von 3.000 Gulden. Die Familienlinie nannte sich deshalb ab 1803 nicht mehr Leiningen-Heidesheim, sondern Leiningen-Neudenau. 1806 wurde die Grafschaft Leiningen-Neudenau infolge der Errichtung des Rheinbunds mediatisiert und als Standesherrschaft dem Großherzogtum Baden angegliedert. Damit verlor Graf Wenzel Joseph seine Regierungsrechte sowie Sitz und Stimme im Reichsfürstenrat.

## Familie
Graf Wenzel Joseph war zweimal verheiratet. Am 11. Juni 1772 heiratete er Freiin Margareta Franziska von Sickingen (* 1744; † 1795), Tochter des Freiherrn Carl Ferdinand von Sickingen, Herr zu Ebernburg. Aus der ersten Ehe gingen zwei Söhne und fünf Töchter hervor:
- Klemens Wenzel (* 1774; † 1774)
- Kunigunde Antonie Walburgis (* 1775; † 1854) heiratete 1804 Alois Freiherr von Hacke
- Charlotte Katharina Walburgis Antonia (* 1778; † 1860) heiratete 1810 Karl Graf von Eckart († 1828) und 1832 Thomas von Stetten († 1849)
- Sophie Walburgis Antonia (* 1779; † 1842) heiratete 1802 Leopold Joseph Freiherr von Neuenstein († 1846)
- Amalia Sibylla Walburgis Antonia (* 1780; † 1782)
- Clemens Wilhelm Wenzel (* 1781; † 1826)
- Marianne Albertine Margareta (* 1785; † 1842)

Graf Wenzel Joseph heiratete am 24. Oktober 1803 erneut. Seine zweite Frau hieß Maria Viktoria Crescentia Josepha Freiin von Grünberg († 1838), Tochter des Freiherrn Carl Joseph von Grünberg. Aus der zweiten Ehe entstammte ein Sohn:
- August Clemens (* 1805; † 1862) heiratete 1842 Marie Henriette Wilhelmine von Geusau (* 1820; † 1891)

## Belege und Anmerkungen
1. ↑  Haus Leiningen im Online Gotha von Paul Theroff
2. ↑  Johann Samuel Ersch, Johann Gottfried Gruber: Allgemeine Encyclopädie der Wissenschaften und Künste. Sektion 2, Teil 43, 1889, Artikel „Leiningen“; Auszug aus der Quelle
3. ↑  Johann Ludwig Klüber: Abhandlungen und Beobachtungen für Geschichtskunde, Staats- und Rechtwissenschaften. Band 2, Frankfurt am Main 1834; (Digitalscan)
4. ↑  Karl Friedrich Dieck: Die Gewissensehe, Legitimation durch nachfolgende Ehe und Missheirath, nach ihren Wirkungen auf die Folgefähigkeit der Kinder in Lehen und Fideicommissen. Halle 1838; (Digitalscan)
5. ↑  Beschreibung von Schloss Heidesheim durch Carl Friedrich Barth, der dort vor der Rückgabe eine Lehranstalt eingerichtet hatte
6. ↑  Beschreibung von Schloss Heidesheim, 1770

| Personendaten    | Personendaten                               |
| ---------------- | ------------------------------------------- |
| NAME             | Leiningen-Heidesheim, Wenzel Joseph zu      |
| ALTERNATIVNAMEN  | Leiningen-Heidesheim, Wenzel Joseph Graf zu |
| KURZBESCHREIBUNG | Reichsgraf, badischer Standesherr           |
| GEBURTSDATUM     | 27. September 1738                          |
| GEBURTSORT       | Ehrenbreitstein                             |
| STERBEDATUM      | 15. Januar 1825                             |